# Chính sách thị thực của Ecuador
Ecuador có một trong những chính sách thị thực dễ dãi nhất thế giới vì hầu hết du khách được miễn thị thực để ở lại lên đến 90 ngày, trừ công dân của Peru và Venezuela họ được ở lại tối đa 180 ngày, và công dân Trung Quốc được phép ở lại 90 ngày mỗi năm. Tất cả du khách phải sở hữu hộ chiếu có hiệu lực 6 tháng, trừ công dân của Argentina, Bolivia, Brasil, Chile, Colombia, Paraguay, Peru, Uruguay. Công dân của các nước này có thể vào Ecuador bằng thẻ căn cước.

## Bản đồ chính sách thị thực

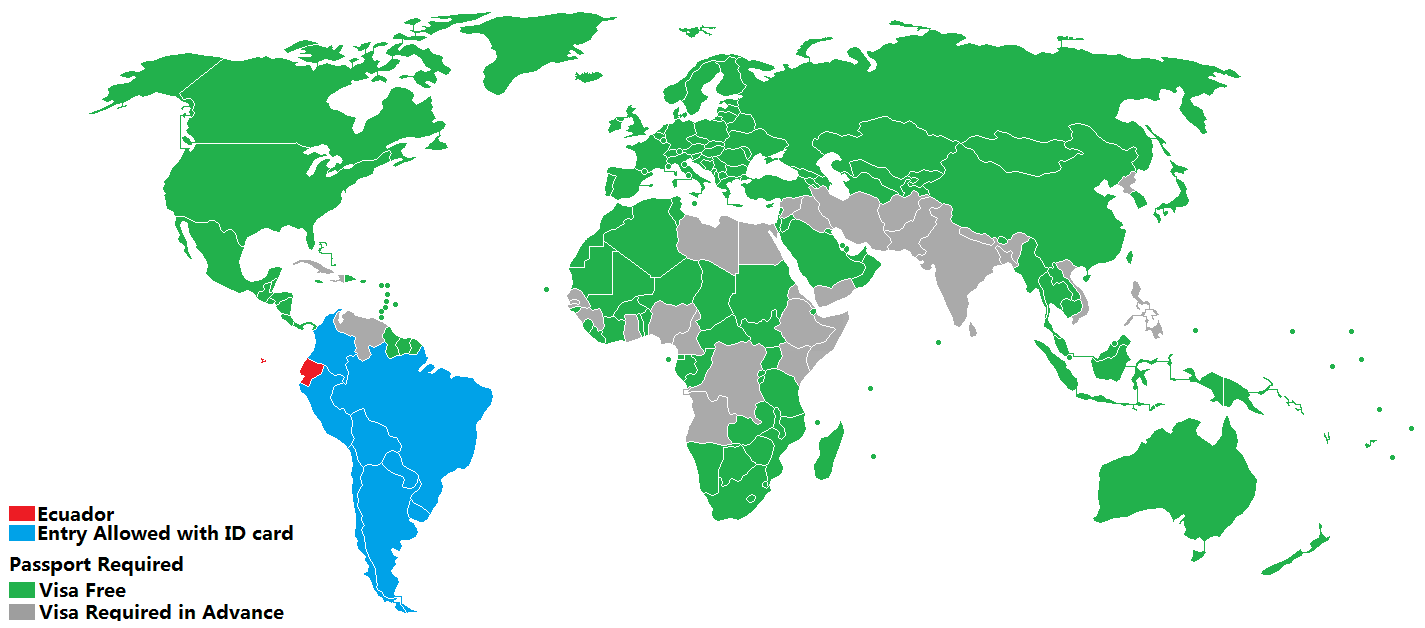
Chính sách thị thực Ecuador
Ecuador
Nhập cảnh bằng thẻ căn cước
Miễn thị thực
Cần xin thị thực

## Yêu cầu thị thực
Công dân của 13 quốc gia sau cần xin thị thực để vào Ecuador.
| - Afghanistan - Bangladesh - Cuba - Eritrea - Ethiopia | - Haiti1 - Kenya - Nepal - Nigeria - Bắc Triều Tiên | - Pakistan - Senegal - Somalia |

1 - Miễn thị thực nếu ở hữu mã phê chuẩn.

## Galapagos
Tất cả du khách đến Quần đảo Galápagos phải đăng ký trước trực tuyến và xin Thẻ QUản lý Quá cảnh tại sân bay.

## Thống kê du khách
Hầu hết du khách đến Ecuador đều đến từ các quốc gia sau:
| Quốc gia    | 2014      |
| ----------- | --------- |
| Colombia    | 375.755   |
| Hoa Kỳ      | 259.468   |
| Peru        | 175.678   |
| Venezuela   | 119.795   |
| Tây Ban Nha | 67.652    |
| Argentina   | 58.607    |
| Chile       | 43.896    |
| Cuba        | 41.547    |
| Đức         | 33.317    |
| Canada      | 33.240    |
| Tổng        | 1.557.006 |